# Anatola Soungouroff
Anatola Soungouroff (dit aussi Tola ou Anatole Soungouroff), né le 17 mars 1911 à Tallinn et mort le 9 janvier 1982 à Pierrefeu-du-Var, est un peintre russe qui s'est spécialisé dans les portraits. 

## Biographie
Soungouroff arrive en France dans les années 1930 et se spécialise dans les portraits peints et la décoration pour le théâtre.
Mobilisé comme soldat d'infanterie sur le front de la Moselle, durant la Seconde Guerre mondiale, il est fait prisonnier puis interné au Stalag XVII B. Libéré début 1943, il expose cette année-là en juin à Paris dans la galerie du Club de France, quartier Saint-Germain.
Durant les années 1940 et 1950, Soungouroff est très prolifique et expose ses œuvres dans des galeries prestigieuses de Paris, notamment à la Galerie Berheim, rue de La Boëtie, et sur la Côte d'Azur. En 1953, il est remarqué par son portrait de Jean Cocteau (galerie de l'Institut), qui le parraine pour ses expositions.
Il travaille pour des magazines illustrés, produisant des dessins et des illustrations pour des publications telles que Le Rire ou Le Sourire.
Au fil du temps, le style de Soungouroff évolue, passant d'un réalisme appuyé à, dans les années 1960, des motifs plus abstraits. Cependant, il a continué à peindre des portraits et des nus tout au long de sa carrière.
Dans les années 1970, il part vivre à Cannes et y expose durant de nombreuses années.
Au cours de sa carrière, Soungouroff reçoit plusieurs prix et distinctions. En 1950, il a remporté le prix de la Fondation Carnegie pour son tableau Nu couché. Il a également été nommé chevalier de l'Ordre des Arts et des Lettres en 1963.
Il meurt à Pierrefeu-du-Var en 1982.

## Œuvre
Soungouroff est, entre autres, le peintre de la beauté masculine, des visages de garçons « hanté par une certaine forme de traits, les mêmes lèvres ourlées, les mêmes prunelles veloutées, pour traduire de mieux en mieux, semble t-il, un secret ».   
Le travail de Soungouroff est souvent décrit comme étant d'une grande sensibilité, avec une attention particulière portée aux détails et à la composition. Ses portraits sont souvent très expressifs, capturant l'émotion et l'essence de son sujet. Il produit également des natures mortes et des scènes de genre.   
Ses peintures ont également été louées pour leur sensualité et leur érotisme subtil. Bien que ses nus soient souvent très suggestifs, ils ne sont jamais vulgaires ou obscènes.